# Alcohol-Free
«Alcohol-Free» es una canción grabada por el grupo femenino surcoreano Twice. Fue lanzada por JYP Entertainment el 9 de junio de 2021 como el sencillo principal de su décimo EP coreano titulado Taste of Love. La canción fue escrita por J.Y. Park y compuesta por el propio J.Y. Park junto a Lee Hae-sol.

## Antecedentes y lanzamiento
El 19 de abril de 2021, el medio surcoreano Starnews informó que el grupo se encontraba preparando su regreso para el mes de junio y que ya se encontraba filmando su próximo vídeo musical en la Isla de Jeju. El 3 de mayo, el grupo anunció oficialmente que realizarían su regreso con su décimo miniálbum que llevaría por nombre Taste of Love. El grupo también reveló dos fechas de lanzamiento para el próximo regreso: el 9 de junio para su sencillo principal y el 11 de junio para la liberación del álbum.
El 21 de mayo, JYP Entertainment reveló que el álbum sería lanzado en tres versiones conceptuales distintas, Taste, Fallen e In Love. Mientras que el 31 de mayo, se hizo público el listado de canciones del nuevo miniálbum, dando a conocer que su nuevo sencillo principal se titulaba «Alcohol-Free» y que sería publicado el 9 de junio de 2021.

## Composición y letra
La canción fue escrita por J.Y. Park y compuesta por el propio J.Y. Park con arreglos de Lee Hae-sol. «Alcohol-Free» es una pista de baile de verano que combina hip hop y bossa nova, expresando los colores únicos del grupo. Líricamente, relata los momentos mágicos del enamoramiento, con referencias a bebidas alcohólicas y cócteles.

## Vídeo musical
El 6 de junio de 2021 fue lanzado el primer teaser tráiler del vídeo musical de «Alcohol-Free», que fue filmado en la Isla de Jeju en Corea del Sur, en el que se aprecia un estilo veraniego con cócteles, colores fuertes y un fuerte estilo veraniego con las miembros de Twice disfrutando de la playa. El 9 de junio se estrenó el vídeo musical a través de YouTube y las redes sociales oficiales del grupo.

## Reconocimientos

### Premios y nominaciones
| Año  | Evento                         | Premio                    | Resultado | Ref.   |
| ---- | ------------------------------ | ------------------------- | --------- | ------ |
| 2021 | MTV Video Music Awards         | Mejor canción de k-pop    | Nominado  | [ 12 ] |
| 2022 | Circle Chart Music Awards      | Canción del año - junio   | Nominado  | [ 13 ] |
| 2022 | Golden Disc Awards             | Canción digital (Bonsang) | Nominado  | [ 14 ] |
| 2022 | JOOX Thailand Top Music Awards | Canción coreana del año   | Nominado  | [ 15 ] |

### Programas de música
| Programa            | fecha               | Ref.   |
| ------------------- | ------------------- | ------ |
| M! Countdown (Mnet) | 17 de junio de 2021 | [ 16 ] |
| M! Countdown (Mnet) | 24 de junio de 2021 | [ 17 ] |
| Inkigayo (SBS)      | 20 de junio de 2021 | [ 18 ] |
| Inkigayo (SBS)      | 27 de junio de 2021 | [ 19 ] |

### Listados
| Publicación  | Lista                                                  | Ranking  | Ref.   |
| ------------ | ------------------------------------------------------ | -------- | ------ |
| Amazon Music | Best of 2021: K-Pop                                    | Incluida |        |
| Bugs         | Most Loved Songs 2021                                  | 27.º     | [ 20 ] |
| Bugs         | Most Loved Videos 2021                                 | Incluida | [ 20 ] |
| Genius Korea | Genius Korea Community’s Favorite Songs Of 2021 So Far | Incluida | [ 21 ] |
| Genius Korea | 2021 Year End Chart - Top Songs                        | 16.º     | [ 22 ] |
| Genius Korea | 2021 Year End Chart - Top K-Pop Songs                  | 10.º     | [ 23 ] |
| Marie Claire | The 20 Best New K-Pop Songs of 2021                    | Incluida | [ 24 ] |
| Melon        | Top 100 Songs That Received The Most Likes In 2021     | 47.º     | [ 25 ] |

## Posicionamiento en listas
| Lista (2021)                                        | Mejor posición |
| --------------------------------------------------- | -------------- |
| Corea del Sur (Gaon Digital Chart)                  | 6              |
| Corea del Sur (K-Pop Hot 100)                       | 7              |
| Estados Unidos (Billboard Global 200)               | 41             |
| Estados Unidos (Billboard World Digital Song Sales) | 3              |
| Japón (Japan Hot 100)                               | 19             |
| Malasia (RIM)                                       | 11             |
| Nueva Zelanda (RMNZ)                                | 28             |
| Singapur (RIAS)                                     | 7              |

## Historial de lanzamiento
| País          | Fecha               | Formato                    | Sello             | Ref.   |
| ------------- | ------------------- | -------------------------- | ----------------- | ------ |
| Corea del Sur | 9 de junio de 2021  | Descarga digital streaming | JYP Entertainment | [ 34 ] |
| Corea del Sur | 11 de junio de 2021 | CD                         | JYP Entertainment | [ 34 ] |